# 砺石一
砺石一，即金牛座ψ（ψ Tau，ψ Tauri）是一个位于金牛座的恒星，距离地球约90光年。
砺石一是一颗黄白色F-型主序星，视星等为+5.21。
在中国古代星官系统中，它属于西方白虎七宿中昴宿的星官砺石第一星，这也砺石一名字的来由。